# 建元 (东晋)
建元（343年-344年）是东晋皇帝晉康帝司馬岳的年号，共计2年。
建元二年九月晋穆帝即位沿用。次年改元永和元年。

## 纪年
| 建元 | 元年  | 二年  |
| ---- | ----- | ----- |
| 公元 | 343年 | 344年 |
| 干支 | 癸卯  | 甲辰  |

## 参看
- 中国年号索引
- 其他时期使用建元的年号
- 同一时期存在的其他政权的年号
  - 建兴：前凉政权年号
  - 汉兴（338年四月-343年）：成汉政权李寿年号
  - 太和（344年-346年九月）：成汉政权李势年号
  - 建武（335年-348年）：后赵政权石虎年号
  - 建国（338年十一月-376年）：代政权拓跋什翼犍年号